# Petite rivière à la Truite (comté de Madawaska)
Pour le village, voir Rivière-à-la-Truite.
Pour les articles homonymes, voir La Truite.
La Petite rivière à la Truite coule dans la partie sud de la péninsule gaspésienne, au Canada, en traversant :
- la ville de Dégelis, dans la municipalité régionale de comté (MRC) de Témiscouata, dans la région administrative du Bas-Saint-Laurent, au Québec ;
- la paroisse de Saint-Jacques (Nouveau-Brunswick), dans le comté de Madawaska, au Nouveau-Brunswick.

La Petite rivière à la Truite se déverse sur la rive sud-ouest de la rivière à la Truite laquelle coule vers l’est jusqu’à la rive ouest de la rivière Madawaska. Cette dernière coule vers le sud-est jusqu’à la rive nord du fleuve Saint-Jean au Nouveau-Brunswick. Ce dernier coule vers le sud-est en traversant tout le Nouveau-Brunswick et se déversant sur la rive nord de la baie de Fundy laquelle s’ouvre vers le sud-ouest sur l’océan Atlantique.

## Géographie
La Petite rivière à la Truite prend sa source d’un ruisseau de montagne, située dans la partie sud-est de la ville de Dégelis, au Québec.
La source de la Petite rivière à la Truite est située à :
- 8,0 km au sud-ouest de la rivière Madawaska (fleuve Saint-Jean) ;
- 8,9 km à l’ouest de la confluence de la Petite rivière à la Truite ;
- 13,5 km au sud-est du centre du village de Dégelis, au Québec.

La partie supérieure de la Petite rivière à la Truite coule en parallèle à la rivière à la Truite (située du côté nord-est) et au ruisseau Sisson (situé du côté sud-ouest). Le cours de la Petite rivière à la Truite coule sur 12,0 km répartis selon les segments suivants :
- 0,5 km vers le sud-est dans la partie sud-est de la ville de Dégelis, jusqu'à la frontière entre le Québec et le Nouveau-Brunswick ;
- 5,6 km vers le sud-est, jusqu'à un pont routier ;
- 3,7 km vers le nord-est, jusqu’à un pont routier dans le lieu-dit Quatre-Coins ;
- 2,2 km vers le nord-est, jusqu’à la confluence de la rivière[1].

La Petite rivière à la Truite se déverse sur la rive sud-ouest de la rivière à la Truite (rivière Madawaska) laquelle s’écoule vers l’ouest jusqu’à la rive ouest de la rivière Madawaska. La confluence de la "Petite rivière à la Truite" est située à :
- 4,2 km à l’ouest du pont du village de la paroisse de Saint-Jacques (Nouveau-Brunswick) ;
- 6,5 km au sud-est de la frontière entre le Québec et le Nouveau-Brunswick.

## Toponymie
Le toponyme « Petite rivière à la Truite » est relié au toponyme de son tributaire la rivière à la Truite.